# AS Dragons FC de l'Ouémé
AS Dragons FC de l'Ouémé is een Beninese voetbalclub uit de stad Porto-Novo.

## Erelijst
Landskampioen
1978, 1979, 1982, 1983, 1986, 1989, 1993, 1994, 1998, 1999, 2002, 2003
Beker van Benin
Winnaar: 1984, 1985, 1986, 1990, 2006, 2011

## Bekende spelers
- Rachad Chitou
- Jonas Okétola
- Abédi Pelé